# Marktplatz Harpstedt

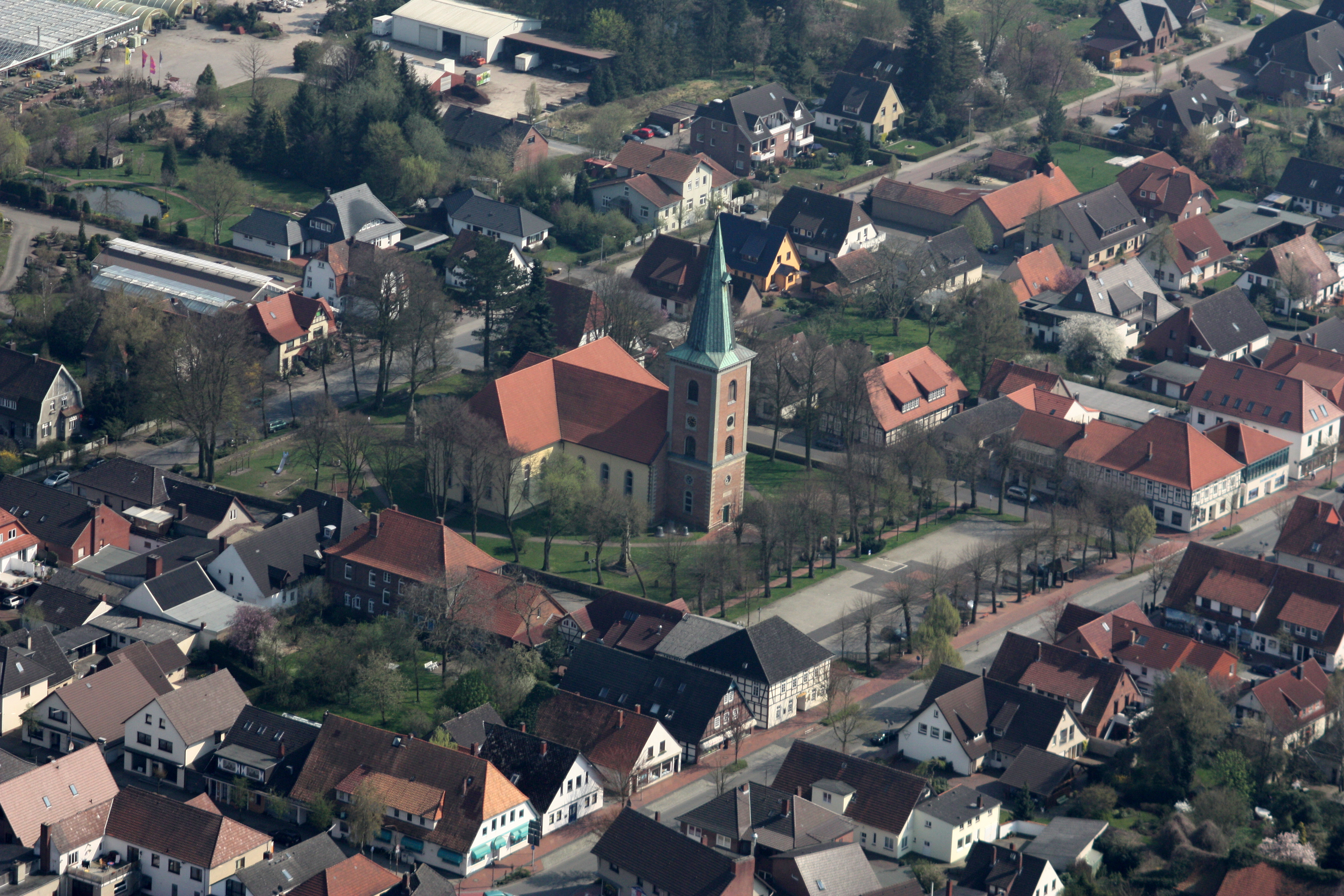
Marktplatz mit Christuskirche, Harpstedter Marktschänke (vorne), Harpstedter Krug (hinten) und Lange Straße (rechts)

Der Marktplatz Harpstedt, auch Kirchplatz Harpstedt genannt, in Harpstedt, ist umgeben von mehreren denkmalgeschützten Gebäuden und den Straßen I. Kirchstraße, II. Kirchstraße und Lange Straße. Die Freistraße führt in westliche Richtung.
Der Platz steht unter Denkmalschutz (Siehe auch Liste der Baudenkmale in Harpstedt).

## Geschichte
Harpstedt wurde 1203 erstmals urkundlich erwähnt als Harpenstede. 1739 zerstörte ein Ortsbrand das Zentrum des Ortes. Nur 25 von 114 Häusern blieben erhalten.
Unmittelbar nach dem Ortsbrand wurde ab 1741 mit dem Wiederaufbau des Ortes begonnen mit nunmehr einem von Südsüdwest nach Ostnordost ausgerichteten rechteckigen Straßenraster und dem auch rechteckigen Marktplatz. Westlich vor der Kirche liegt der Marktplatz. Einige Häuser stammen noch aus der Mitte des 18. Jahrhunderts.

## Gebäude
Als Straßen und Gebäude am sanierten Platz bestehen (D = Denkmalschutz):
- Ev. Christuskirche (Harpstedt), barocke Saalkirche von 1742 bis 1747 (D)
- I. Kirchstraße:
  - Kriegerdenkmal (D)
  - Kirchhof (D)
  - Nr. 2: 2-gesch. Pfarrhaus mit Pfarramt I von 1868 (D)
- II. Kirchstraße:
  - Nr. 2: 1-gesch. Fachwerkhaus von 1740; Pfarrhaus  mit ehem. Pfarramt II (D)
  - Nr. 1, 3 und 4: Drei Wohnhäuser
- Lange Straße:
  - Nr. 10: 2-gesch. barockes Geschäftshaus mit der Harpstedter Marktschänke von um 1750 (D)
  - Nr. 10: 1-gesch. Wohn- und Wirtschaftsgebäude (D)
  - Nr. 11: 1-gesch. verputztes Wohn- und Geschäftshaus
  - Nr. 13: 1-gesch. verklinkertes Wohn- und Geschäftshaus mit Apotheke
  - Nr. 15: 1-gesch. gründerzeitliches Wohn- und Geschäftshaus mit 2-gesch. Giebelrisalit, heute mit Burgerrestaurant und Eiscafé
  - Nr. 17: 1-gesch. Wohn- und Geschäftshaus
  - Nr. 20: 2-gesch. Geschäftshaus mit dem Harpstedter Krug von um 1750 (D)

Das Niedersächsische Landesamt für Denkmalpflege begründet den Denkmalschutz u. a. so: „Die Gruppe ‚Kirchplatz Harpstedt‘ und ihre Teile haben eine geschichtliche Bedeutung für die Ortsgeschichte und für die Stadtbaugeschichte als unmittelbar nach dem Ortsbrand von 1739 neu angelegtes Ortszentrum mit Marktplatz und Kirche nach modernsten Vorstellungen des Barocks, … für diese Stilepoche und den Typus eines ländlichen Marktplatzes.“

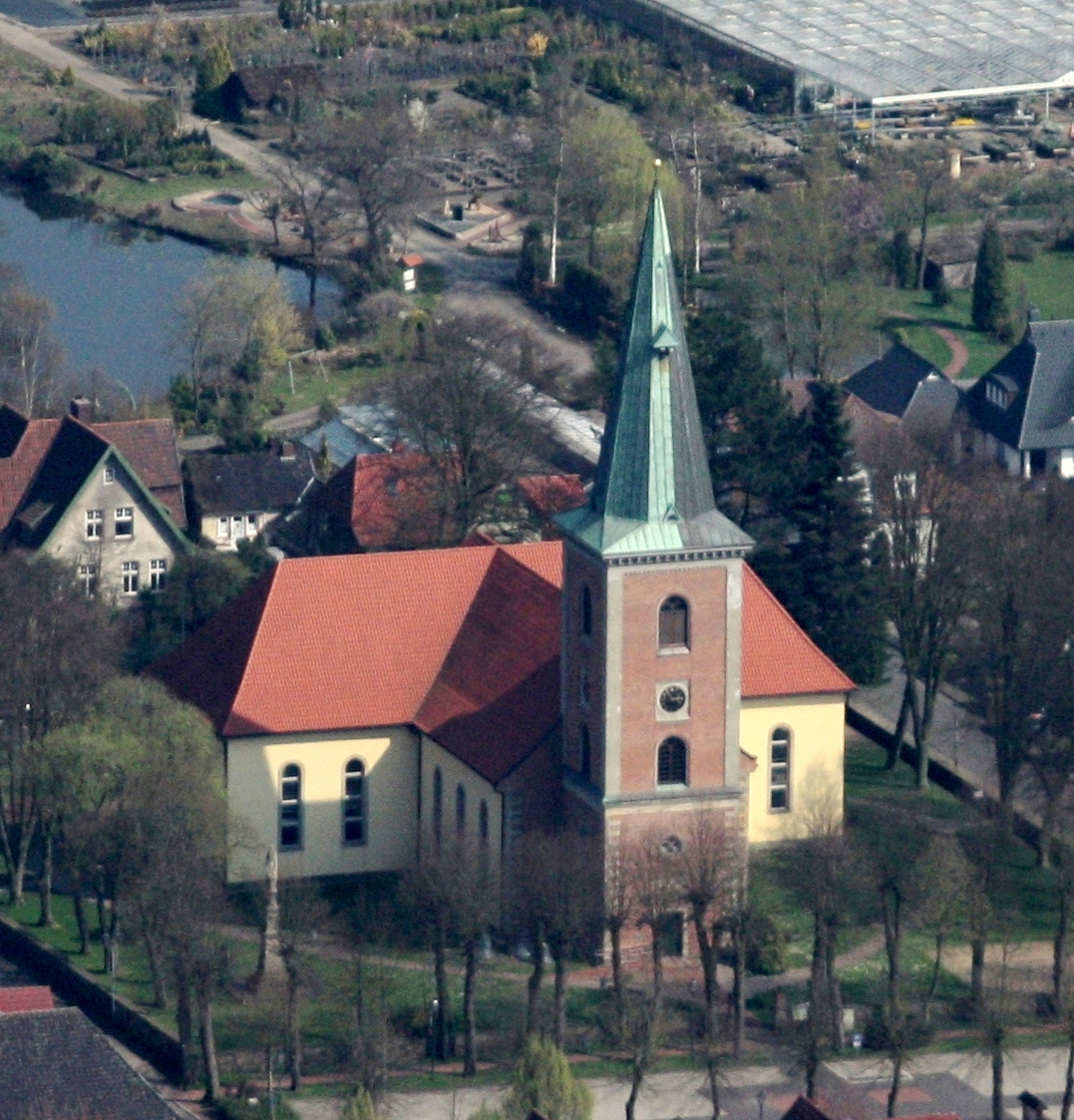
Christuskirche
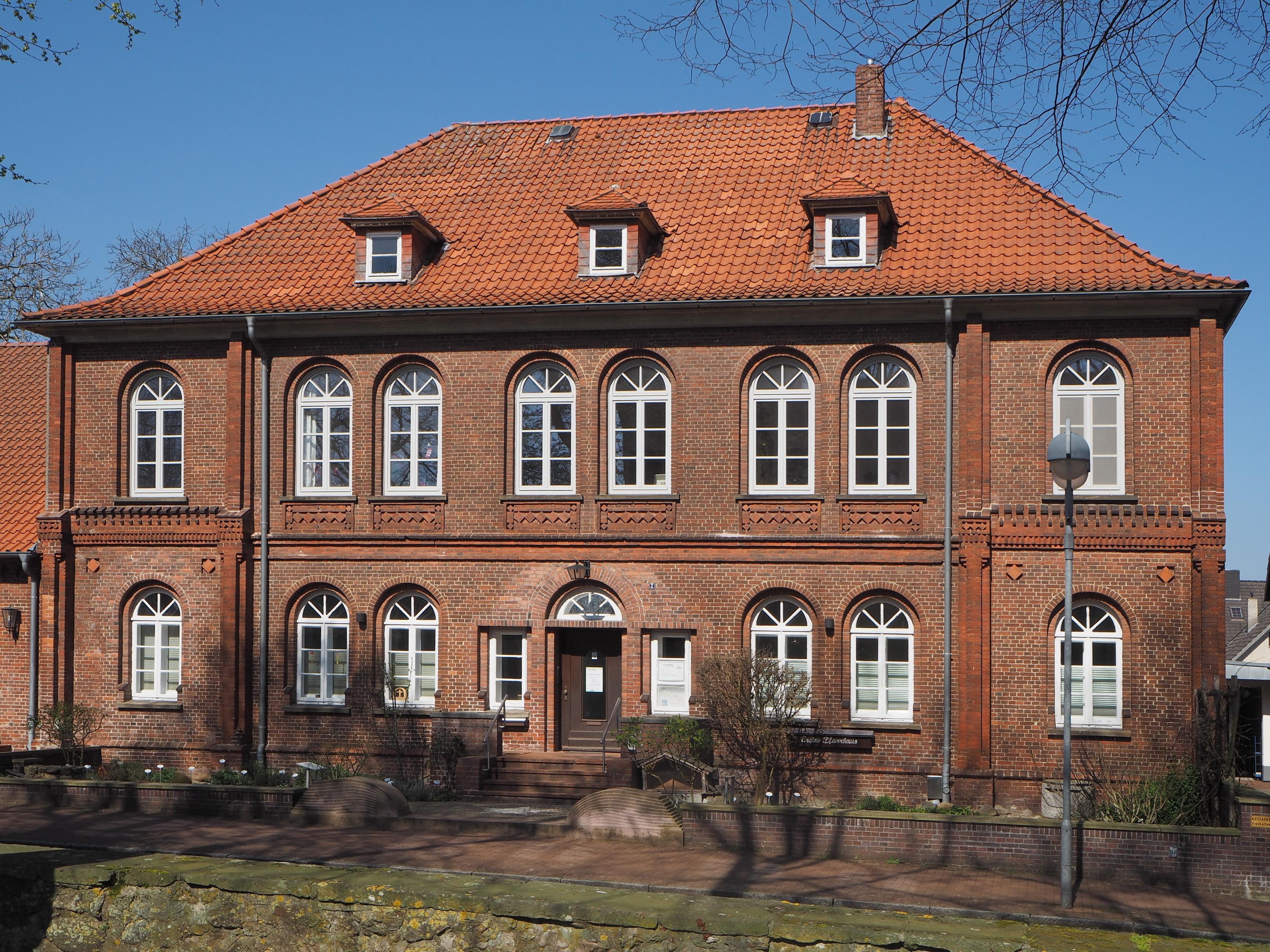
Pfarrhaus, 1. Kirchstraße